# Håkan Westin
Håkan Westin, född 21 juli 1964 i Eds socken i Ångermanland, är en svensk längdskidåkare. Han har vunnit Vasaloppet två gånger: 1993 och 1996. Han är också i rakt nedstigande led (15 generationer) släkt med Gustav Vasa.
Westin är bror till den svenska längdskidåkerskan Marie-Helene Östlund.

### Fotnoter
1. ↑  ”Vasaloppet”. Vasaloppet. Arkiverad från originalet den 3 december 2013. https://web.archive.org/web/20131203033229/http://www.vasaloppet.se/wps/wcm/connect/989fe080449c33e79e4cff27c64f5ec4/segrare_Vasaloppet_sv3bcd.pdf?MOD=AJPERES. Läst 30 november 2013.
2. ↑  Carina Rönnqvist (26 februari 2012). ”Historia som mening och makt”. Forum för levande historia. sid. 8. http://www.levandehistoria.se/sites/default/files/material_file/historia-som-mening-och-makt.pdf. Läst 24 juni 2013.
3. ↑  Horisont 1996, sidan 58 - Westin tog andra Vasaloppet, Bertmarks 1997